# Thomas Robinson
Thomas Earl Robinson (Washington, D. C., 17 de março de 1991) é um basquetebolista profissional norte-americano que atualmente joga pelo Khimki na Liga Unida Russa e EuroLiga.

## Estatísticas na NBA

### Temporada regular
| Ano     | Equipe       | PJ  | PT | MPP  | %TC  | %3P  | %TL  | RPP | APP | ROB | TPP | PPP |
| ------- | ------------ | --- | -- | ---- | ---- | ---- | ---- | --- | --- | --- | --- | --- |
| 2012-13 | Sacramento   | 51  | 0  | 15.9 | .424 | .000 | .577 | 4.7 | .7  | .5  | .4  | 4.8 |
| 2012-13 | Houston      | 19  | 0  | 13.0 | .449 | .000 | .421 | 4.1 | .5  | .8  | .3  | 4.5 |
| 2013-14 | Portland     | 70  | 0  | 12.5 | .481 | .000 | .564 | 4.4 | .5  | .3  | .3  | 4.8 |
| 2014-15 | Portland     | 32  | 4  | 12.2 | .516 | .000 | .438 | 4.2 | .3  | .5  | .3  | 3.6 |
| 2014-15 | Philadelphia | 22  | 0  | 18.5 | .467 | .000 | .603 | 7.7 | 1.1 | .7  | .7  | 8.8 |
| 2015-16 | Brooklyn     | 71  | 7  | 12.9 | .447 | .000 | .431 | 5.1 | .6  | .5  | .5  | 4.3 |
| Total   | Total        | 265 | 11 | 13.7 | .459 | .000 | .511 | 4.8 | .6  | .5  | .4  | 4.9 |

### Playoffs
| Ano   | Equipe   | PJ | PT | MPP  | %TC  | %3P  | %TL  | RPP | APP | ROB | TPP | PPP |
| ----- | -------- | -- | -- | ---- | ---- | ---- | ---- | --- | --- | --- | --- | --- |
| 2014  | Portland | 11 | 0  | 11.1 | .419 | .000 | .857 | 2.6 | .5  | .5  | .5  | 2.9 |
| Total | Total    | 11 | 0  | 11.1 | .419 | .000 | .857 | 2.6 | .5  | .5  | .5  | 2.9 |